# Ácido flavogallonico dilactona
Ácido flavogallonico dilactona es un tanino hidrolizable que se puede encontrar en las semillas de Rhynchosia volubilis, en Shorea laeviforia,  en Anogeissus leiocarpus y Terminalia avicennoides.